# Pădurea de stejar pufos de la Cărand
Pădurea de stejar pufos de la Cărand este o arie protejată de interes național ce corespunde categoriei a IV-a IUCN (rezervație naturală de tip forestier), situată în județul Arad, pe teritoriul administrativ al comunei Cărand.

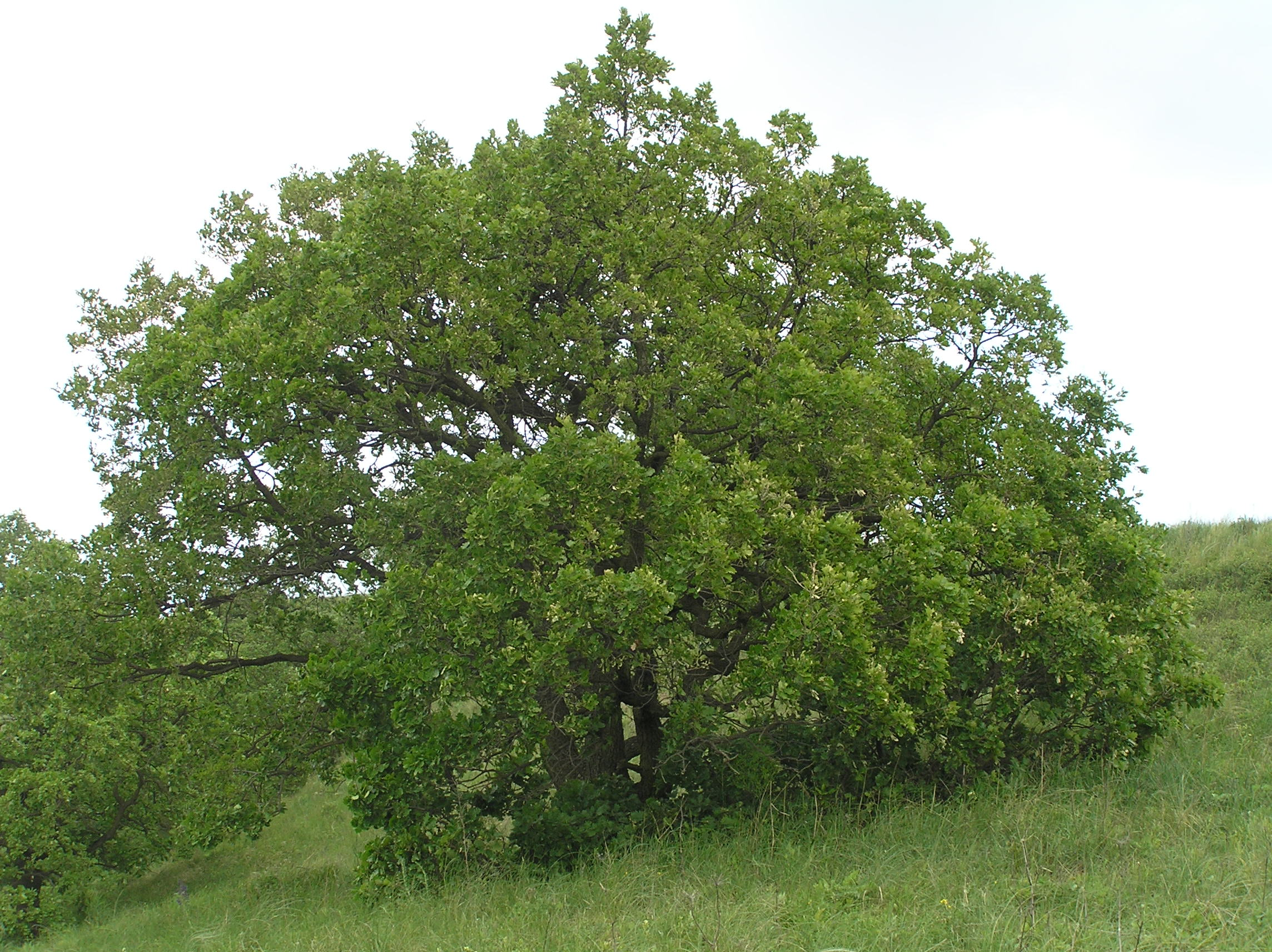
Stejar pufos (Quercus pubescens)

Rezervația naturală aflată în partea nord-vestică a satului Cărand, are o suprafață de 2, 10 ha, și reprezintă o zonă de protecție arboricolă pentru specia de stejar pufos (Quercus pubescens).